# Stefan Taschner

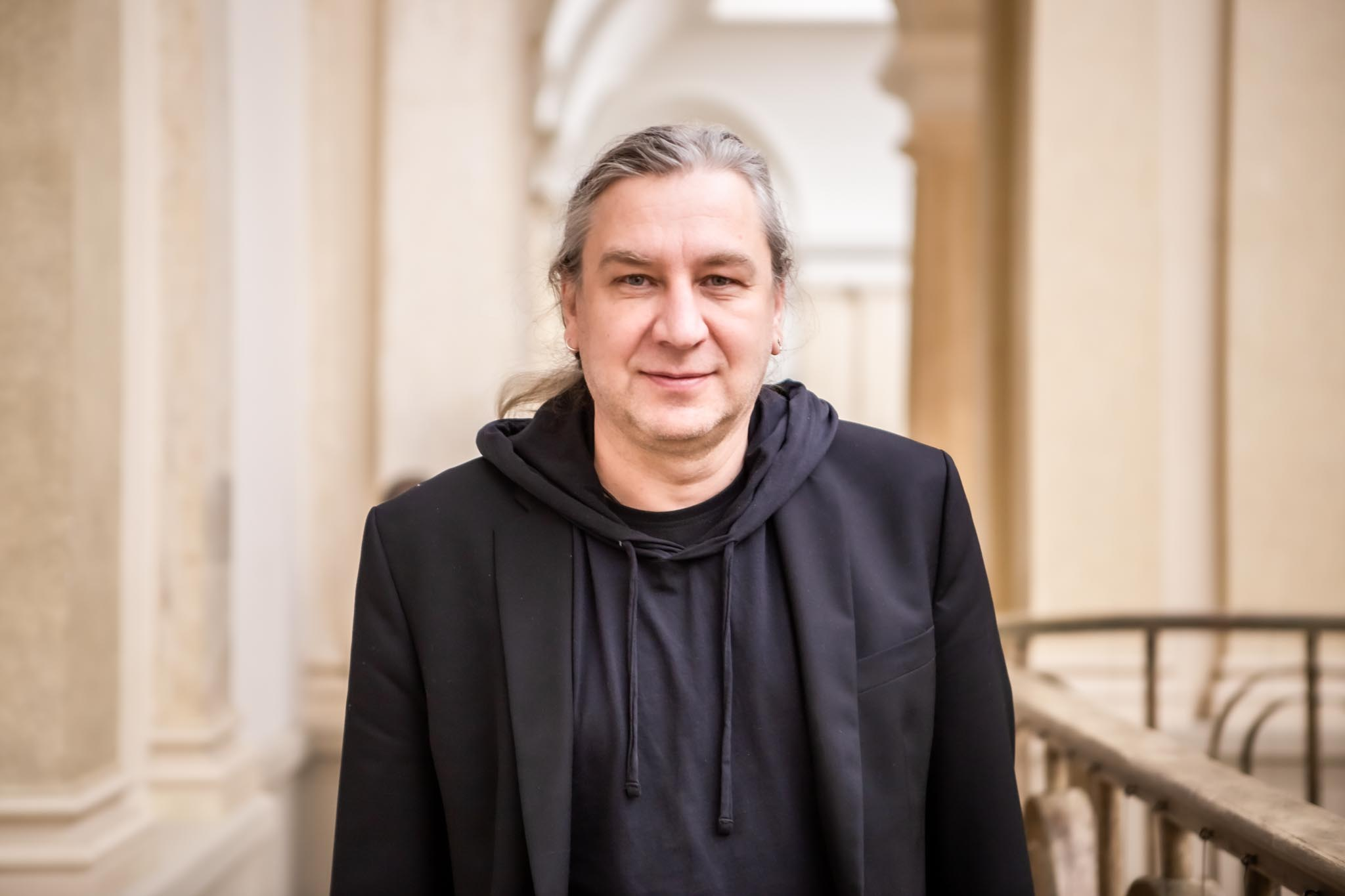
Stefan Taschner, 2021

Stefan Taschner (* 2. Dezember 1969 in Bamberg) ist ein deutscher Geograph, Politiker (Bündnis 90/Die Grünen) und Abgeordneter im  Abgeordnetenhaus von Berlin.
Taschner studierte nach dem Abitur 1989 an der Ludwig-Maximilians-Universität München von 1990 bis 1997 Physische Geographie mit Abschluss Diplom und hat 2003 mit einer Arbeit zur Hochwassermodellierung promoviert. An der Universität Brescia forschte er im Bereich der Klimafolgen. Er kehrte 2005 nach München zurück und arbeitete im Bereich der nachhaltigen Mobilität.
Seit Mitte der 2000er-Jahre setzt er sich in verschiedenen Organisationen und Projekten für Themen der Umwelt- und Klimaschutzbewegung ein. Dabei spielen eine echte Energiewende und eine ernstgemeinte Bürgerbeteiligung eine große Rolle. Von 2009 bis 2016 war er Campaigner des Berliner Vereins BürgerBegehren Klimaschutz (BBK) mit Sitz im Haus der Demokratie und Menschenrechte. Bekannte Projekte von BBK sind der Berliner Energietisch und Kohleausstieg Berlin.

## Partei und Politik
Im Sommer 2014 trat Taschner den Berliner Grünen bei. Er kandidierte erstmals für die Grünen-Landesliste zur Wahl des Abgeordnetenhauses. Auf Platz sechs wurde er bei der Wahl zum Abgeordnetenhaus von Berlin 2016 über die Landesliste in das Abgeordnetenhaus gewählt. Bei der Wahl zum Abgeordnetenhaus von Berlin 2021 trat er als Direktkandidat im Wahlkreis Lichtenberg 5 und auf Landeslistenplatz 10 der Grünen erneut an. Nach dem vorläufigen Wahlergebnis erhielt er zunächst das letzte Listenmandat der Grünen. Eine Nachzählung im Wahlkreis Charlottenburg-Wilmersdorf 6 ergab jedoch, dass dort nicht Franziska Becker (SPD) das Direktmandat gewonnen hat, sondern der Grünen-Politiker Alexander Kaas Elias, so dass die Grünen nun ein Direktmandat mehr und einen Listenmandat weniger erhalten und Taschner somit zunächst kein Mandat erhielt. Seit dem 3. Januar 2022 ist Taschner jedoch wieder Mitglied des Berliner Abgeordnetenhauses, da er für Bettina Jarasch nachrückte, die in den Berliner Senat einzog. Bei der Wiederholungswahl 2023 verteidigte er sein Mandat für das Abgeordnetenhaus.